# Rochedo Sooty
O Rochedo Sooty (65° 14′ S, 65° 09′ O) é um rochedo a meio caminho entre o Rochedo Lumus e as Ilhas Betheder no Arquipélago Wilhelm. Descoberto e nomeado "Recife Black" pela Expedição Britânica da Terra de Graham (BGLE), 1934-37. Reavistado do HMS Endurance em fevereiro de 1969, foi descrito como um rochedo cerca de 20 m de altura. O sinônimo Sooty foi recomendado pelo Comitê de Nomes de Lugar Antárticos do Reino Unido (UK-APC) para evitar a duplicação do nome Rochedo Black.
 Este artigo incorpora material em domínio público  de United States Geological Survey   , documento "Rochedo Sooty" (conteúdo do Geographic Names Information System).